# Pisica Savannah

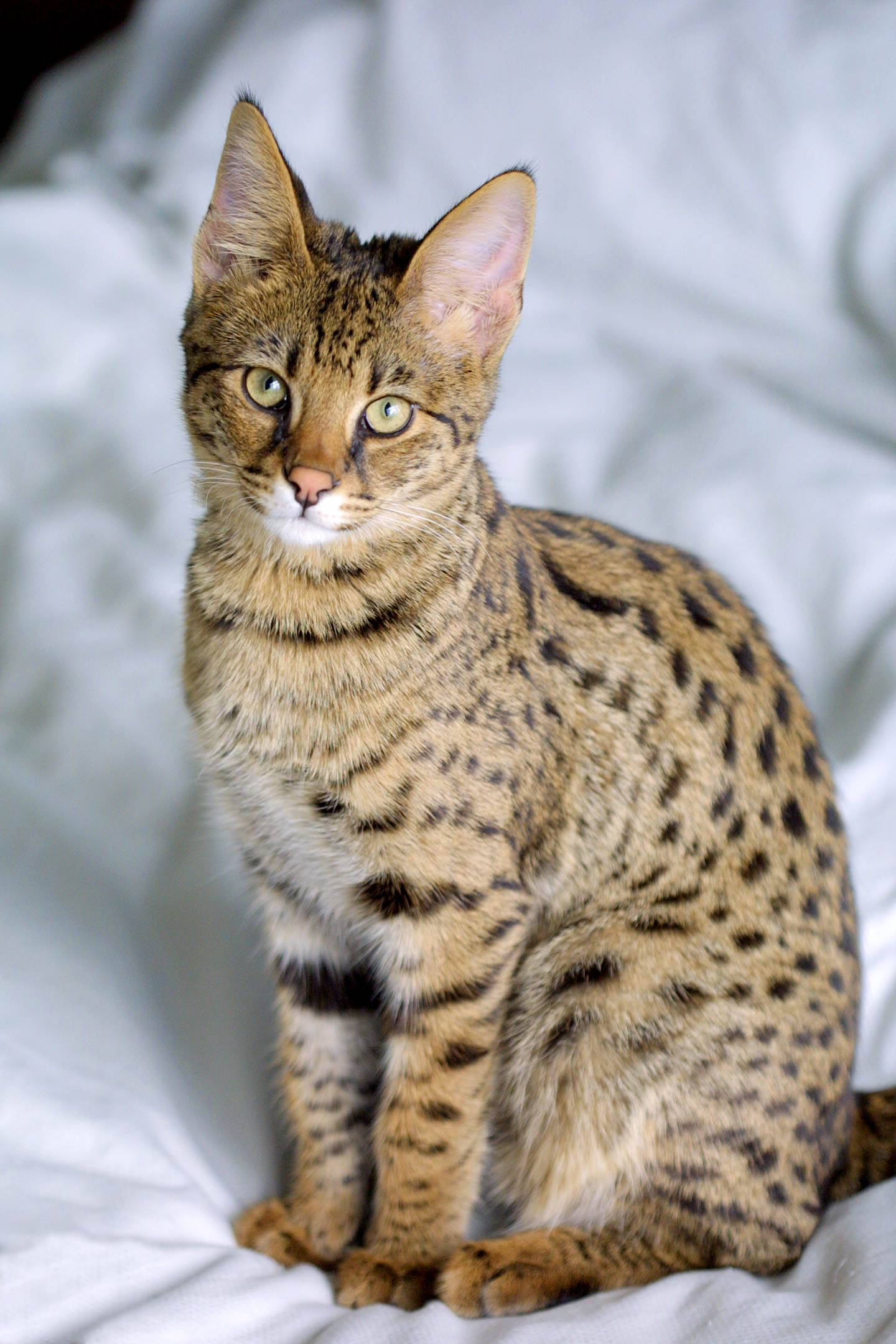
Pisică Savannah

Savannah este o rasă de pisici creată în Statele Unite în jurul anului 1986. Această pisică de talie mare este rezultatul încrucișării între serval și pisica domestică. Prezintă mai multe asemănări fizice cu servalul, inclusiv dimensiunile, culoarea și urechile de formă caracteristică. Ea cântărește între șase și paisprezece kilograme și are părul scurt și un cap triunghiular. Coada sa este adesea scurtă și destul de groasă.          

## Origini
Prima pisică Savannah, o femelă numită „Savannah”, a fost creată de crescătoarea Judee Frank pe 7 aprilie 1986. Patrick Kelly, interesat de pisicile cu aspect sălbatic, a decis să creeze o rasă după ce a avut o pisicuță de sex feminin, „Kitty”, de la prima Savannah, în 1989. El a încurajat diverși crescători să încerce încrucișarea, dar numai Joyce Sroufe a preluat ideea. Împreună au stabilit un standard pe care l-au prezentat comisiei TICA (The International Cat Association) în februarie 1996. Un an mai târziu, Joyce Sroufe a prezentat pisica Savannah la o expoziția felină Westchester din New York, și în același an a reușit să obțină primele exemplare de pisică Savannah masculine fertile.
În 2002, TICA a propus acceptarea acestei noi rase la egalitate cu celelalte pisici domestice, dar numai pentru a treia generație care rezultă din împerecherea cu servalul, cu alte cuvinte hibrizii din generația F1 și F2 nu pot fi acceptați.
LOOF (Le Livre Officiel des origines félines – Registrul Oficial al Originii Felinelor) permite ca această rasă să fie acceptată la expoziții începând cu 1 ianuarie 2007 la secțiunea "New Breeds and Colors" (noi rase și noi culori), accesul pisicilor sălbatice și al hibrizilor din  primele generații (F1 la F4) fiind interzis în cadrul expozițiilor.
Importul de pisici Savannah a fost interzis în Australia de către ministrul mediului Peter Garrett din cauza riscurilor pe care le prezintă introducerea acestei rase cu abilități de vânătoare, cele douăsprezece milioane de pisici sălbăticite din Australia constituind o amenințare deja semnificativă pentru fauna sălbatică a țării.
În Regatul Unit, timpul de așteptare pentru a intra în posesia unei pisici Savannah era de 6 luni în 2009, iar prețul de achiziție de peste 6.000 de lire sterline.

## Standarde

### Măsurători
Servalul cântărește între cincisprezece și douăzeci de kilograme, în timp ce pisica domestică nu cântărește decât între trei și opt kilograme. Rasa Savannah rezultată din această încrucișare cântărește între șapte și paisprezece kilograme. Ea poate măsura până la patruzeci de centimetri la umăr. Masculul e mai mare decât femela.

### Descriere

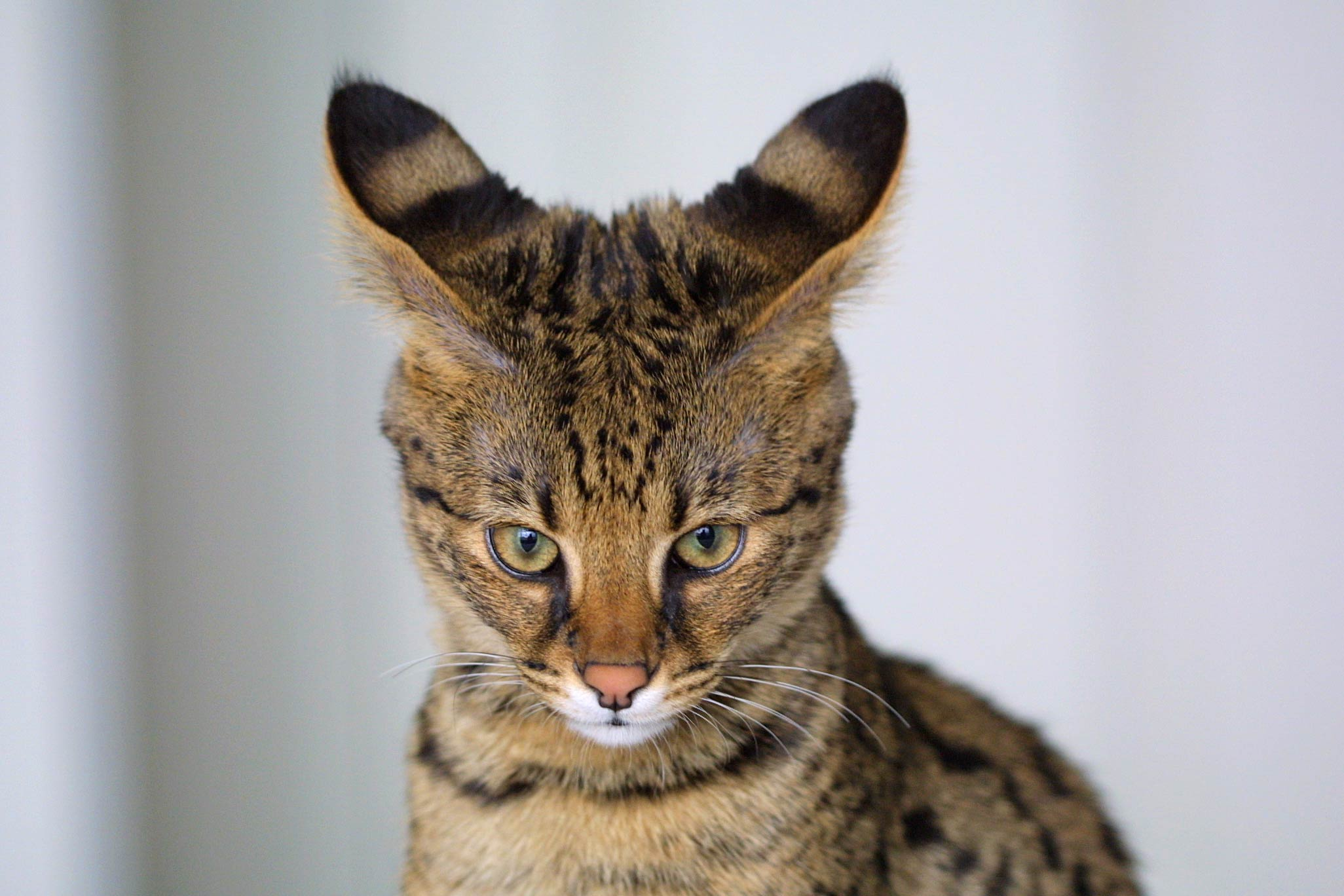
Capul unei Savannah la vârsta de 4 luni

Capul său este mic în comparație cu restul corpului. Este de formă triunghiulară și mai mult lung decât larg. Gâtul acestor pisici este foarte lung, gros și musculos. Ele au un nas lung și o bărbie mică. Ochii, de dimensiuni medii și de formă ovală, un pic migdalați sunt adesea abundent hidratați de lacrimi albe, caracteristice rasei. Culoarea variază de la galben la verde auriu sau cu nuanțe de chihlimbar.
Urechile sunt foarte mari și plasate foarte sus pe cap. Baza lor este foarte largă, iar vârfurile sunt rotunjite.
Picioarele sunt lungi și subțiri, cele posterioare părând chiar foarte înalte. Tălpile lor sunt mici, dar au degete lungi.
Coada pisicii Savannah este destul de groasă și măsoară aproximativ trei sferturi din lungimea unei pisici normale. Are inele și se termină cu un vârf negru rotunjit.
Această pisică are blana „spotted tabby” cu mai multe pete mici negre pe picioare și pe cap. Este vorba de pete rotunde, ovale sau alungite. Abdomenul pisicii Savannah este aproape alb, dar tot cu pete dispuse pe toată suprafața lui.

### Caracter
Rasa Savannah este descrisă ca fiind foarte inteligentă, curioasă, sociabilă, activă, blândă și afectuoasă. El ar putea fi un campion al săriturilor căruia îi place să se joace și să intre în apă. Aceste caracteristici rămân însă perfect individuale și sunt legate de istoricul fiecărui exemplar.

### Interdicție
Din cauza comportamentului său considerat nepotrivit pentru viața în captivitate, creșterea, deținera și comercializarea acestei rase sunt interzise în regiunea Bruxelles-Capitală din Belgia.

## Record mondial
Recordul pentru „cea mai mare pisică domestică din lume” a fost câștigat în 2009 de o femelă Savannah pe nume Scarlett's Magic, care trăia în California și măsura 43,43 centimetri la umeri. Greutatea ei nu a fost dezvăluită. 
În 2017, recordul a fost doborât de o altă pisică Savannah, un mascul numit Arcturus Aldebaran Powers, cu 48,3 centimetri la umeri și o greutate de 13,6 kilograme.